# Polar Club
Polar Club is een Engelstalige single van de Belgische band Red Zebra uit 1983.
De B-kant van de single was het liedje Alone With Everybody.
Het is tevens het openingsnummer van het album Maquis.

## Meewerkende artiesten
- Producer
  - Jean-Marie Aerts
- Muzikanten
  - Geert Maertens (gitaar)
  - Pieter Vreede (basgitaar)
  - Johan Isselée (drums)
  - Peter Slabbynck (keyboards, zang)